# ماكروكوما بوليفاري
ماكروكوما بوليفاري نوع من خنفساء الأوراق في المغرب. وُصفت لأول مرة من قبل عالم الحشرات الإسباني مانويل مارتينيز دي لا إسكاليرا [الإنجليزية] في عام 1914، كنوع من أنواع بسودوكولابسيز.